# Marie Ljalková
Marie Ljalková-Lastovecká (Horodenka, 3 dicembre 1920 – Brno, 7 novembre 2011) è stata una militare ceca, cecchino dell'esercito ceco che ha combattuto in esilio durante la seconda guerra mondiale.

## Biografia
Nacque a Horodenka (all'epoca in Polonia, oggi in Ucraina), da una famiglia di cechi della Volinia. Persi entrambi i genitori all'età di 12 anni, visse con la zia a Stanisławów (oggi Ivano-Frankivs'k) dove conobbe il suo primo marito, Michal Ljalko. Dopo la guerra si risposò altre due volte.

## Seconda guerra mondiale
Dopo l'attacco tedesco all'Unione Sovietica nel marzo 1942, si arruolò all'età di 21 anni come volontaria insieme al marito nel 1º Corpo d'armata cecoslovacco in Unione Sovietica. Seguì un corso di medicina e un corso per cecchini di tre mesi a Buzuluk. La sua prima esperienza di combattimento avvenne durante i tre giorni della battaglia di Sokolovo, dove le fu attribuita l'uccisione di sette soldati tedeschi: questo suo risultato fu sfruttato dalla propaganda nazista in chiave anti-cecoslovacca nelle terre ceche occupate per sottolineare il carattere stravagante dell'unità militare cecoslovacca.
In seguito divenne istruttrice di cecchini della fanteria cecoslovacca e sovietica. Dopo che le donne furono ritirate dalle unità di combattimento nel 1944, divenne capo medico del battaglione di carri armati cecoslovacco.

## Dopo la seconda guerra mondiale
Dopo la guerra, studiò medicina e lavorò come medico militare a Olomouc e all'Ospedale Militare Centrale di Praga. In seguito si trasferì all'ospedale di Brno dove conobbe il suo secondo marito, Václav Lastovecký. Raggiunse il grado di colonnello ma a causa dei suoi problemi di salute lasciò l'esercito e iniziò a lavorare come guida turistica per i turisti di lingua russa. Trascorse il resto della sua vita a Brno.
Il 28 ottobre 2010 ha ricevuto l'Ordine del Leone Bianco di II Classe, la seconda più alta onorificenza militare della Repubblica Ceca.

## Onorificenze e riconoscimenti
Le sono state attribuite almeno 30 uccisioni accertate durante la guerra, ma secondo le sue stesse parole questo numero non è esatto. 
È stata insignita anche dell'Ordine sovietico della Stella Rossa e della Croce di guerra cecoslovacca.